# Elektra King
(Elektra King e 007)
Elektra King è un personaggio immaginario, nemica del protagonista James Bond, e una dei due principali antagonisti del film Il mondo non basta (1999). È interpretata dall'attrice francese Sophie Marceau.

## Biografia
Elektra King è la figlia del magnate Sir Robert King, dal lato della famiglia della madre è di origine azera e fuggì dal paese subito dopo che l'Unione Sovietica venne istituita. Il nonno materno di Elektra non ebbe figli, e Sir Robert divenne di fatto erede maschio della famiglia quando si sposò. E per questa ragione che Elektra crede che suo padre abbia "rubato" le riserve di petrolio che di diritto erano di sua madre. Elektra è stata rapita dal terrorista Renard e tenuta per il riscatto, che il padre ha rifiutato di pagare su consiglio di un'amica di famiglia (e capo dell'MI6) M. Amareggiata per quello che lei vide come il tradimento del padre, Elektra ha partecipato al piano di Renard di produrre soldi dal padre, arrivando a mutilarsi l'orecchio in modo che Renard potesse inviarlo a Sir Robert come avvertimento. Dopo essere sopravvissuta al suo "rapimento", Elektra segretamente collabora con Renard per far esplodere l'oleodotto della sua famiglia. Lei intende uccidere suo padre e prendergli il possesso del business del petrolio, che crede suo di diritto. Prova anche un rancore personale verso M per aver influenzato la decisione di Sir Robert di non pagare le richieste di riscatto. Elektra e Renard organizzano un attacco all'ufficio dell'MI6 a Londra sperando di uccidere suo padre e M. L'attacco è solo in parte riuscito, in quanto M sopravvive. Bond decide di offrire i suoi servigi per proteggere Elektra, credendo che sarà il prossimo obiettivo di Renard. Per eliminare eventuali sospetti, Elektra accetta l'offerta di Bond e diventa anche la sua amante. Quando Renard minaccia pubblicamente di distruggere l'oleodotto in un tentativo che apparentemente culmina nella morte di Bond e nuova alleata Dr. Christmas Jones, tuttavia, lei mostra la sua vera natura e rapisce M. L'oleodotto distrutto risulta quindi essere un diversivo per allontanare il sospetto per il suo reale piano: contaminando il Bosforo con una fusione nucleare, vuole infatti costringere i commercianti del petrolio a usare l'oleodotto della sua famiglia per trasportare il combustibile che altrimenti richiederebbe il trasporto in cisterne attraverso il Bosforo. Con il suo piano a pochi minuti dalla realizzazione, Elektra mette Bond in uno strumento di tortura progettato per rompere il collo forzando un'asta metallica contro la schiena, il quale riesce però a liberarsi con l'aiuto di Valentin Zukovsky, che sacrifica la propria vita per salvarlo. Bond insegue Elektra, e la intrappola nella sua camera da letto. Con rabbia le chiede di chiamare Renard fuori, minacciando di ucciderla se lei non collabora, ma Elektra arrogantemente e seducentemente insiste che Bond la ama troppo per farle mai del male ("Ti manco") e dà a Renard l'ordine di immersione. Senza esitazione, lui la uccide, sparandole, dicendo "Non manco mai". Dopo pochi secondi, tuttavia, culla il suo corpo, il che implica che la sua morte lo ha profondamente turbato.

## Scagnozzi
- Gabor (John Seru): guardia del corpo personale di Elektra, è un tipo di poche parole che si limita a tenere sotto controllo la situazione, pronto a intervenire per coprire la fuga di Elektra. Viene eliminato da Bond durante lo scontro nella torre del faro a Istanbul.
- Sasha Davidov (Ulrich Thomsen): capo della sicurezza personale di Elektra, collabora con Renard per aiutarlo a introdurre una bomba in una vecchia base nucleare. Viene ucciso da Bond che prenderà il suo posto.
- Valentin Zukovsky (Robbie Coltrane): Ex agente del KGB, vecchio rivale di Bond e socio di Elektra King nella gestione di un casino a Monte Carlo.